# Grand Prix d'Isbergues féminin 2018
La 1re édition du Grand Prix d'Isbergues féminin a eu lieu le 23 septembre 2018. La course fait partie du calendrier international féminin UCI 2018 en catégorie 1.2. Elle est remportée par l'Australienne Lauren Kitchen.

## Récit de course
La météo est pluvieuse et venteuse. La première attaque est l'œuvre de Coralie Demay au bout de dix kilomètres. Une fois reprise, c'est Eugénie Duval qui sort. Elle compte environ trois minutes d'avance. Elle passe près de cent kilomètres seule en tête. Cependant lors de l'arrivée sur le circuit urbain, elle est revue par le peloton. Lauren Kitchen attaque alors et maintient une avance minimale jusqu'à la ligne d'arrivée. Le sprint du peloton est réglé par Roxane Fournier devant Pascale Jeuland.

## Classements

### Classement final
| \| Classement général \| Classement général \| Classement général \| Classement général \| Classement général \| \| Coureuse \| Coureuse \| Pays \| Équipe \| Temps \| \| ------------------ \| ------------------------- \| ------------------ \| ---------------------------------- \| ------------------ \| \| 1re \| Lauren Kitchen \| Australie \| FDJ-Nouvelle Aquitaine-Futuroscope \| 3 h 35 min 17 s \| \| 2e \| Roxane Fournier \| France \| FDJ-Nouvelle Aquitaine-Futuroscope \| + 22 s \| \| 3e \| Pascale Jeuland-Tranchant \| France \| Doltcini-Van Eyck Sport \| + 22 s \| \| 4e \| Iris Sachet \| France \| DN 17 Nouvelle-Aquitaine \| + 22 s \| \| 5e \| Gladys Verhulst \| France \| Léopard Normandie \| + 22 s \| \| 6e \| Mélanie Guedon \| France \| Centre Val de Loire \| + 22 s \| \| 7e \| Gabrielle Rimasson \| France \| UC Vern-sur-Seiche \| + 22 s \| \| 8e \| Lucie Jounier \| France \| UC Vern-sur-Seiche \| + 22 s \| \| 9e \| Valerie Demey \| Belgique \| Lotto Soudal Ladies \| + 22 s \| \| 10e \| Sara Mustonen \| Suède \| Experza-Footlogix \| + 22 s \| |                           |           |                                    |                 |
| |                           |           |                                    |                 |
| Source : ProCyclingStats |                           |           |                                    |                 |
| Classement général |                           |           |                                    |                 |
| Coureuse | Coureuse                  | Pays      | Équipe                             | Temps           |
| 1re | Lauren Kitchen            | Australie | FDJ-Nouvelle Aquitaine-Futuroscope | 3 h 35 min 17 s |
| 2e | Roxane Fournier           | France    | FDJ-Nouvelle Aquitaine-Futuroscope | + 22 s          |
| 3e | Pascale Jeuland-Tranchant | France    | Doltcini-Van Eyck Sport            | + 22 s          |
| 4e | Iris Sachet               | France    | DN 17 Nouvelle-Aquitaine           | + 22 s          |
| 5e | Gladys Verhulst           | France    | Léopard Normandie                  | + 22 s          |
| 6e | Mélanie Guedon            | France    | Centre Val de Loire                | + 22 s          |
| 7e | Gabrielle Rimasson        | France    | UC Vern-sur-Seiche                 | + 22 s          |
| 8e | Lucie Jounier             | France    | UC Vern-sur-Seiche                 | + 22 s          |
| 9e | Valerie Demey             | Belgique  | Lotto Soudal Ladies                | + 22 s          |
| 10e | Sara Mustonen             | Suède     | Experza-Footlogix                  | + 22 s          |

### Points UCI
| Position           | 1er | 2e | 3e | 4e | 5e | 6e | 7e | 8e à 10e |
| Classement général | 40  | 30 | 25 | 20 | 15 | 10 | 5  | 3        |